# 獵日風暴
《戰鷹一號》（英語：Tears of the Sun），2003年发行的虛構故事戰爭片，由安東尼·奎克執導。本故事描述了一次由美國海軍海豹部隊於西非國家尼日利亞的內戰中的救援行動。

## 劇情
隸屬於美國海豹部隊的上尉華特斯（布魯斯·威利 飾）奉命帶領一支海豹分隊老鷹一號（Eagle One）前往正處於內戰的奈及利亞進行任務，任務內容是拯救在當地執行人道救援的美國公民蓮娜堅迪斯醫生（蒙妮卡·貝露琪 飾）、幾位法籍修女與神父。當小隊到達並準備帶走堅迪斯醫生時，她因不想離棄那些在她照顧之下已日漸康復的病人於不顧，所以拒絕與華特斯中尉撤離駐地，她要求華特斯中尉讓這近百個難民跟她一起撤離，無計可施的華特斯中尉只好答應同時帶走可以行走的難民，而修女與神父則為了無法移動的傷患堅持留下。
小隊到達原定計劃中的直升機接送地點，華特斯卻只帶堅迪斯醫生上直升機及留下難民不顧。當直升機飛過駐地時，發現留在駐地的修女、神父與難民全被路經的奈及利亞反政府叛軍殺死，使華特斯上尉決定返回及帶走被遺下的二十八名難民至喀麥隆邊境，但同時也被拖累了移動速度。
在小隊帶著堅迪斯醫生及難民冒險穿越一片濃密的原始森林，途中經過一條正被叛軍屠殺的村落，華特斯決定殺死村落中的叛軍以停止屠殺。
當他們繼續行動時，小隊發現奈及利亞叛軍徹夜不停地追趕他們，這使他們懷疑難民中有人為叛軍線人。華特斯叫堅迪斯醫生說出近三天才到醫院的難民，其中一名難民打算逃走，但被小隊射殺；華特斯在他身上搜出無線電發送器並盤問他是誰指使他和原因，他表示是叛軍的薩狄上校指使，而原因是要追殺奈及利亞總統的長子、家族中的最後一名倖存者，同時也是奈及利亞最大部族的下一任族長：亞瑟阿祖卡。小隊發現亞瑟和他的保鑣原來混入了難民中，這使他們的任務涉及了外國內政，叛軍為了斬草除根而不停追趕。華特斯請求杜魯門號航空母艦協助，而由於空域太危險而無法派出直升機撤離他們；指揮官表示會盡快派出戰機空中支援。
在即將靠近邊界時，叛軍追上他們並展開攻擊；在激烈的槍戰中由於小隊火力不足，使其中四名小隊成員：Slo，Lake，Flea和Silk不幸戰死；而隊長華特斯及其他隊員亦中槍受傷，亞瑟與其他難民跑到邊界希望進入喀麥隆卻被阻擋在門外，而杜魯門號派出的兩架F/A-18大黃蜂戰機亦趕到，華特斯指示戰機攻擊森林和標記的煙霧之間的一切，終於擊退叛軍。最後美軍指揮官帶著命令書趕到現場要求喀麥隆部隊打開邊境大門讓難民進入，小隊成功帶著堅迪斯醫生撤離、亞瑟及餘下難民進入喀麥隆重獲自由。
影片的最後，引用了18世紀愛爾蘭政治家埃德蒙·伯克的名言：邪惡取得勝利的唯一必要條件是正直的人袖手旁觀。（The only thing necessary for the triumph of evil is for good men to do nothing.）

## 主要角色
| 演員                             | 角色 |
| -------------------------------- | --- |
| 布斯·韋利士（Bruce Willis）      | 上尉 A.K. 華特斯（Lieutenant (LT) A.K. Waters），海軍的LT是指上尉的意思：海豹部隊小隊「戰鷹一號」隊長。 |
| 蒙妮卡·貝露琪（Monica Bellucci） | 蓮娜·堅迪斯醫生（Dr. Lena Kendricks）：在尼日利亞進行人道救援的美國公民。                               |
| 科爾·豪瑟（Cole Hauser）         | 占士·"Red"·艾堅斯（James "Red" Atkins）：小隊隊員。                                                     |
| 伊莫·沃克（Eamonn Walker）       | Ellis "Zee" Pettigrew：小隊隊員。                                                                       |
| 约翰尼·梅辛纳（Johnny Messner）  | Kelly Lake：小隊隊員；在叢林戰中由於要帶走及保護難民而戰死。                                            |
| 尼克·欽倫（Nick Chinlund）       | Michael "Slo" Slowenski：小隊隊員；於叢林戰中戰死，是小隊中第一名戰死的隊員。                           |
| Charles Ingram                   | Demetrius "Silk" Owens：小隊隊員；渡河時中彈戰死。                                                      |
| Paul Francis                     | Danny "Doc" Kelley：小隊隊員；小隊中的醫務兵。                                                          |
| Chad Smith                       | Jason "Flea" Mabry：小隊隊員；於叢林戰中戰死。                                                          |
| Tom Skerritt                     | Captain Bill Rhodes：杜魯門號艦長。                                                                     |
| Malick Bowens                    | Colonel Idris Sadick：叛軍將領；被美軍的空襲支援炸死。                                                  |
| Sammi Rotibi                     | 阿瑟·阿祖卡（Arthur Azuka）：尼日利亞總統的兒子（總統家族唯一生還者）。                                 |

## 外部連結
- 互联网电影数据库（IMDb）上《戰鷹一號》的资料（英文）
- AllMovie上《戰鷹一號》的资料（英文）
- 爛番茄上《戰鷹一號》的資料（英文）
- Metacritic上《戰鷹一號》的資料（英文）
- Box Office Mojo上《戰鷹一號》的資料（英文）